# Ротшильд, Ги де
Барон Ги де Ротшильд (21 мая 1909 — 12 июня 2007) — банкир, член французской ветви финансовой династии Ротшильдов. Был председателем совета директоров банка de Rothschild Frères с 1967 по 1979 год, когда тот был национализирован французским правительством во главе с Франсуа Миттераном. Кроме того владел имуществом в других французских и иностранных компаниях, в том числе Imerys. Вошел в Зал славы международного списка самых стильных мужчин (International Best Dressed List Hall of Fame) в 1985 году.

## Биография
Барон Ги де Ротшильд родился в Париже в семье барона Эдуарда А. Д. де Ротшильда (1868—1949) и Жермены Алисы Альфан (1884—1975). Его старший брат, Эдуард Альфонс Эмиль Лионел (1906—1911), умер ребенком из-за острого аппендицита. Также у него было две младшие сестры: Жаклин и Бетсабе. Был праправнуком основателя династии Майера Амшеля Ротшильда. Он вырос в родительском доме на углу улицы Риволи и площади Согласия в Париже (дом когда-то принадлежал Талейрану, а сейчас в нем расположено посольство США) и в Поместье де Феррье в 25 милях на северо-восток от Парижа в большом доме, построенном Джозефом Пакстоном в 1850-х годах. Архитектура дома была основана на Mentmore Towers, который Джозеф Пакстон построил для барона Майера де Ротшильда из английской ветви династии Ротшильдов.
Получил образование в Lycée Condorcet, в лицее Людовика Великого в Париже, а также с помощью частных репетиторов. Военную службу он провел в кавалерии в Сомюре, играл в гольф за Францию. Выиграл Гран-при Юго-запада в 1948 году.
Ги женился два раза. В 1937 году он женился на дальней родственнице баронессе Аликс Гермина Жанетт Шей де Коромла (1911—1982), бывшей жене Курта Крамера и младшей дочери венгерского барона Филипа Шей фон Коромла от первого брака, с которой у него родился сын Рене Давид де Ротшильд. Кроме того, у Ротшильда было две падчерицы: Лили и Беттина Крамер. Они развелись в 1956 году. Второй раз он женился на баронессе Мари-Хелен ван Зёйлен де Нейевелт де Хаар (1927—1996), чей брак с графом Франсуа де Николай также был расторгнут в 1956 году. Как и в первом случае, вторая жена была дальней родственницей Ротшильда, но католичкой. В браке у них родился Эдуард Этьен де Ротшильд.
После второй свадьбы Ги обновил поместье де Феррье, где проводил роскошные костюмированные балы в начале 1970-х, а затем подарил его Университету Парижа в 1975 году. В том же году он купил отель Ламбер на острове Сен-Луи в Париже, верхние этажи которого стали его парижской резиденцией.
Одним из наиболее известных таких балов стал вечер 12 декабря 1972 года, проведённый Мари-Хелен де Ротшильд в духе сюрреализма — считается, что именно он вдохновил Стенли Кубрика на снятие картины «С широко закрытыми глазами». Серию уникальных фотографий с того бала сделал барон Алексис де Реде (англ. Alexis de Redé), опубликовавший их в 1970-е годы. По одной из версий, де Реде опубликовал фотографии без разрешения семьи из-за неких финансовых споров, которые не мог с ней уладить.

## Военная служба
В 1940 году после оккупации Франции Германией во время Второй мировой войны родители Ги с его сестрой покинули Францию и отправились в безопасный Нью-Йорк. Ги де Ротшильд числился во французской армии в звании капитана резерва. После битвы с нацистами при Карвене (Carvin) он в составе французской армии был вынужден отступить к Дюнкерку. После этого он немедленно вернулся во Францию, высадился в Бресте, Франция, и возглавил семейный офис в La Bourboule, около Клермон-Ферран.
При режиме Виши его отец и дяди были лишены французского гражданства, вычеркнуты из регистра Ордена Почётного легиона, а семья была вынуждена продать все своё имущество во Франции. Ги де Ротшильду удалось договориться с покупателями и получить право позже выкупить все своё имущество назад. Он покинул Францию через Испанию и Португалию и присоединился к своим родителям в Нью-Йорке. Затем он присоединился к движению «Сражающаяся Франция» и сел на грузовой корабль Pacific Grove, чтобы вернуться назад в Европу. Его корабль был торпедирован и утонул в марте 1943 года. Ги был спасен, проведя 12 часов в водах Атлантического океана. В Англии он присоединился к штабу генерала Мари-Пьера Кёнига, входившему в Главное командование союзных сил около Портсмута.